# Semd
Semd ist ein Stadtteil von Groß-Umstadt im südhessischen Landkreis Darmstadt-Dieburg.

## Geographie
Das Dorf Semd liegt am Nordrand des Odenwaldes als geschlossenes Dorf im Lößgebiet mit doppelseitiger Tallage, ca. 4,5 km südöstlich von Dieburg. Der Stadtteil Semd besteht aus der Gemarkung Semd. Innerhalb der Gemarkung liegt der Siedlungsplatz Untermühle. Die Nachbarorte sind im Uhrzeigersinn Richen, Umstadt, Habitzheim und Klein-Zimmern.

## Geschichte

### Ortsgeschichte
Der älteste bekannte urkundliche Nachweis datiert um 1312.  Anfänglich noch als Semede oder  Semme, später Sem (1544), oder Sembt (1711) benannt. Semd war gemeinschaftlicher Besitz der Kurpfalz und der Landgrafschaft Hessen. 1576 haben beide die hohe Ober-Herrlichkeit und Gerechtigkeit inne. In Semd haben Adel und Kirche Grundbesitz; so die Grafen von Hanau, das Kloster Fulda, die von Frankenstein, die von Wasen, die Ulner von Dieburg, die Gayling von Altheim, die von Karben, die von Rodenstein, die von Groschlag, die Schenken von Erbach, die von Düdelsheim, die von Bleichenbach sowie die Gans von Otzberg.
Die Statistisch-topographisch-historische Beschreibung des Großherzogthums Hessen berichtet 1829 über Semd:

„Semd (L. Bez. Dieburg) luth. und reform. Filialdorf; liegt 1 St. von Dieburg und 3⁄4 St. von Umstadt. Der Ort hat 186 Häuser und 1146 Einw., die bis auf 127 Reform., 19 Kath. und 4 Juden lutherisch sind; unter diesen sind 82 Bauern, 53 Handwerker und 80 Taglöhner. Die Kirche ist gemeinschaftlich und wurde im 15. Jahrhundert erbaut. Man findet 3 Mahlmühlen und einen sehr starken Mohnbau. – Hier besassen die Grafen von Katzenellenbogen ein sogenanntes Grevengericht, das an Hessen kam und aus den Zeiten herrührte, zu welchen Katzenellenbogen in dem Bezirk von Umstadt berechtigt war. Der Ort war mit Pfalz gemeinschaftlich, und 1802 kam der pfälzische Antheil an Hessen.“

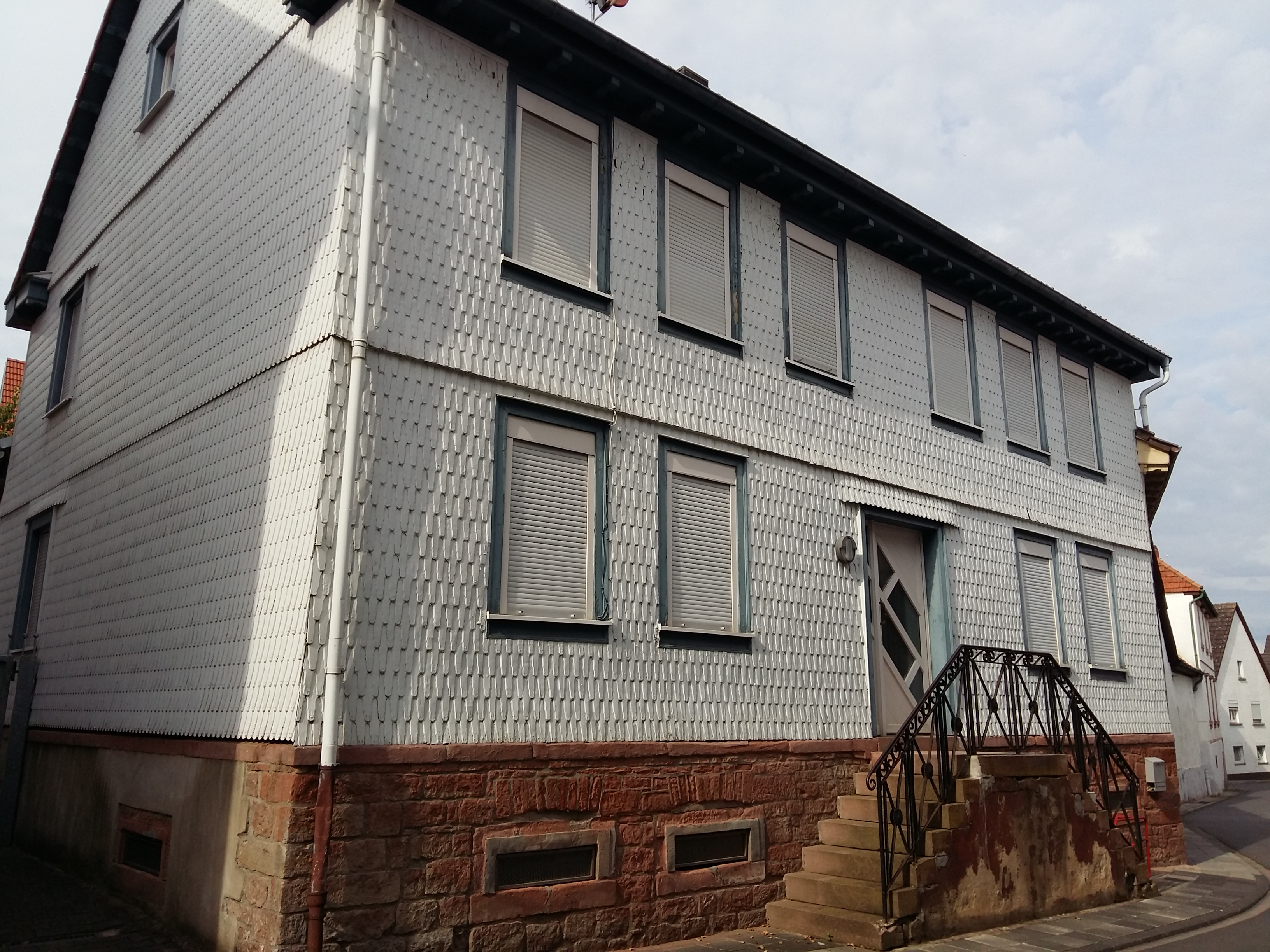
Ehemaliges Rathaus

Die übergeordneten Verwaltungseinheiten waren ab 1621 das Amt Umstadt, das 1802 zur Landgrafschaft Hessen-Darmstadt kam und ab 1806 zur Provinz Starkenburg des Großherzogtums Hessen gehörte, ab 1821 der Landratsbezirk Dieburg, ab 1832 der Kreis Dieburg, ab 1848 der Regierungsbezirk Dieburg, ab 1852 wieder der Kreis Dieburg, ab 1938 der Landkreis Dieburg und seit 1977 der Kreis Darmstadt-Dieburg.
Hessische Gebietsreform (1970–1977)
Im Zuge der Gebietsreform in Hessen versuchten die Gemeinden Semd und Klein-Zimmern 1972 nach Dieburg eingemeindet zu werden, was die Stadt Dieburg jedoch ablehnte. Zum 1. Januar 1977 wurden dann die Stadt Groß-Umstadt und die Gemeinden Dorndiel, Heubach, Kleestadt, Klein-Umstadt, Richen und Semd kraft Landesgesetz zur Neugliederung der Landkreise Darmstadt und Dieburg und der Stadt Darmstadt zur neuen Stadt Groß-Umstadt zusammengeschlossen. Für die Kernstadt Umstadt und die Stadtteile Dorndiel, Heubach, Kleestadt, Klein-Umstadt, Raibach, Richen, Semd und Wiebelsbach wurden Ortsbezirke errichtet.

### Verwaltungsgeschichte im Überblick
Die folgende Liste zeigt die Staaten und Verwaltungseinheiten, denen Semd angehört(e):
- vor 1323: Heiliges Römisches Reich, Zent Umstadt (Kondominat)
- ab 1390: Heiliges Römisches Reich, Kurpfalz (durch Kauf; bis 1427 an Herrschaft Hanau verpfändet), Zent Umstadt
- ab 1504: Heiliges Römisches Reich, Zent Umstadt (Kurpfalz und Landgrafschaft Hessen je zur Hälfte)
- 1567–1803: Hessischer Anteil zeitweise aufgeteilt zwischen Landgrafschaft Hessen-Kassel, Landgrafschaft Hessen-Darmstadt und Hessen-Rheinfels
- ab 1803: Heiliges Römisches Reich, Landgrafschaft Hessen-Darmstadt,[Anm. 2] Fürstentum Starkenburg, Amt Umstadt
- ab 1806: Großherzogtum Hessen,[Anm. 3] Fürstentum Starkenburg, Amt Umstadt[11]
- ab 1815: Großherzogtum Hessen[Anm. 4], Provinz Starkenburg, Amt Umstadt mit Otzberg
- ab 1821: Großherzogtum Hessen, Provinz Starkenburg, Landratsbezirk Dieburg[Anm. 5]
- ab 1832: Großherzogtum Hessen, Provinz Starkenburg, Kreis Dieburg
- ab 1848: Großherzogtum Hessen, Regierungsbezirk Dieburg
- ab 1852: Großherzogtum Hessen, Provinz Starkenburg, Kreis Dieburg
- ab 1871: Deutsches Reich, Großherzogtum Hessen, Provinz Starkenburg, Kreis Dieburg
- ab 1918: Deutsches Reich (Weimarer Republik), Volksstaat Hessen, Provinz Starkenburg, Kreis Dieburg
- ab 1938: Deutsches Reich, Volksstaat Hessen, Landkreis Dieburg[12][Anm. 6]
- ab 1945: Deutsches Reich, Amerikanische Besatzungszone,[Anm. 7] Groß-Hessen, Regierungsbezirk Darmstadt, Landkreis Dieburg
- ab 1946: Deutsches Reich, Amerikanische Besatzungszone, Land Hessen, Regierungsbezirk Darmstadt, Landkreis Dieburg
- ab 1949: Bundesrepublik Deutschland, Land Hessen, Regierungsbezirk Darmstadt, Landkreis Dieburg
- ab 1977: Bundesrepublik Deutschland, Land Hessen, Regierungsbezirk Darmstadt, Landkreis Darmstadt-Dieburg, Stadt Groß-Umstadt[Anm. 8]

## Bevölkerung

### Einwohnerstruktur 2011
Nach den Erhebungen des Zensus 2011 lebten am Stichtag dem 9. Mai 2011 in Semd 1677 Einwohner. Darunter waren 90 (5,4 %) Ausländer. Nach dem Lebensalter waren 270 Einwohner unter 18 Jahren, 699 waren zwischen 18 und 49, 390 zwischen 50 und 64 und 318 Einwohner waren älter. Die Einwohner lebten in 690 Haushalten. Davon waren 177 Singlehaushalte, 222 Paare ohne Kinder und 219 Paare mit Kindern, sowie 60 Alleinerziehende und 9 Wohngemeinschaften. In 126 Haushalten lebten ausschließlich Senioren und in 495 Haushaltungen lebten keine Senioren.

### Einwohnerentwicklung
| • 1633: | 292 Einwohner              |
| • 1806: | 976 Einwohner, 168 Häuser  |
| • 1829: | 1146 Einwohner, 186 Häuser |
| • 1867: | 1167 Einwohner, 211 Häuser |

| Semd: Einwohnerzahlen von 1806 bis 2019 | Semd: Einwohnerzahlen von 1806 bis 2019 | Semd: Einwohnerzahlen von 1806 bis 2019 | Semd: Einwohnerzahlen von 1806 bis 2019 | Semd: Einwohnerzahlen von 1806 bis 2019 |
| --- | --------------------------------------- | --------------------------------------- | --------------------------------------- | --------------------------------------- |
| Jahr |                                         |                                         |                                         | Einwohner                               |
| 1806 | 1806                                    |                                         | 976                                     | 976                                     |
| 1829 | 1829                                    |                                         | 1.146                                   | 1.146                                   |
| 1834 | 1834                                    |                                         | 1.193                                   | 1.193                                   |
| 1840 | 1840                                    |                                         | 1.304                                   | 1.304                                   |
| 1846 | 1846                                    |                                         | 1.426                                   | 1.426                                   |
| 1852 | 1852                                    |                                         | 1.296                                   | 1.296                                   |
| 1858 | 1858                                    |                                         | 1.266                                   | 1.266                                   |
| 1864 | 1864                                    |                                         | 1.190                                   | 1.190                                   |
| 1871 | 1871                                    |                                         | 1.140                                   | 1.140                                   |
| 1875 | 1875                                    |                                         | 1.154                                   | 1.154                                   |
| 1885 | 1885                                    |                                         | 1.071                                   | 1.071                                   |
| 1895 | 1895                                    |                                         | 1.111                                   | 1.111                                   |
| 1905 | 1905                                    |                                         | 1.040                                   | 1.040                                   |
| 1910 | 1910                                    |                                         | 1.034                                   | 1.034                                   |
| 1925 | 1925                                    |                                         | 1.064                                   | 1.064                                   |
| 1939 | 1939                                    |                                         | 1.063                                   | 1.063                                   |
| 1946 | 1946                                    |                                         | 1.403                                   | 1.403                                   |
| 1950 | 1950                                    |                                         | 1.425                                   | 1.425                                   |
| 1956 | 1956                                    |                                         | 1.316                                   | 1.316                                   |
| 1961 | 1961                                    |                                         | 1.300                                   | 1.300                                   |
| 1967 | 1967                                    |                                         | 1.507                                   | 1.507                                   |
| 1970 | 1970                                    |                                         | 1.636                                   | 1.636                                   |
| 1980 | 1980                                    |                                         | ?                                       | ?                                       |
| 1990 | 1990                                    |                                         | ?                                       | ?                                       |
| 2000 | 2000                                    |                                         | ?                                       | ?                                       |
| 2006 | 2006                                    |                                         | 2.000                                   | 2.000                                   |
| 2011 | 2011                                    |                                         | 1.677                                   | 1.677                                   |
| 2016 | 2016                                    |                                         | 1.792                                   | 1.792                                   |
| 2019 | 2019                                    |                                         | 1.775                                   | 1.775                                   |
| Datenquelle: Historisches Gemeindeverzeichnis für Hessen: Die Bevölkerung der Gemeinden 1834 bis 1967. Wiesbaden: Hessisches Statistisches Landesamt, 1968. Weitere Quellen: LAGIS; Stadt Groß-Umstadt; Zensus 2011 |                                         |                                         |                                         |                                         |

### Historische Religionszugehörigkeit
| • 1829: | 996 lutheranische (= 86,91 %), 127 reformierte (= 11,08 %), 4 jüdische (= 0,35 %) und 19 katholische (= 1,66 %) Einwohner |
| • 1961: | 1119 evangelische (= 86,08 %), 160 katholische (= 12,31 %) Einwohner                                                      |

## Politik

### Ortsbeirat
Für Semd besteht ein Ortsbezirk (Gebiete der ehemaligen Gemeinde Semd) mit Ortsbeirat und Ortsvorsteher nach der Hessischen Gemeindeordnung. Der Ortsbeirat besteht aus sieben Mitgliedern. Bei den Kommunalwahlen in Hessen 2021 betrug die Wahlbeteiligung zum Ortsbeirat 54,54 %. Dabei wurden gewählt: ihm vier Mitglieder der SPD, zwei Mitglieder der CDU und ein Mitglied des Bündnis 90/Die Grünen. Der Ortsbeirat wählte Dieter Ohl (SPD) zum Ortsvorsteher.

### Wappen und Flagge
Wappen

Blasonierung: In Rot über drei goldenen Spitzen eine silberne Waage über einem silbernen Spiegel in goldenem Rahmen.
Das Wappen wurde durch den Heraldiker Heinz Ritt gestaltet und am 2. September 1963 vom Hessischen Innenministerium genehmigt.
Es beruht auf einem alten Gerichtssiegel des Ortes von 1713 und verweist damit auf das Örtliche Gericht.
Flagge
Die Flagge wurde am 24. April 1961 durch das Hessische Innenministerium genehmigt.
Flaggenbeschreibung:  „Auf der breiten weißen Mittelbahn des blau-weiß-blauen Flaggentuches das Gemeindewappen.“ 
|-

## Kultur und Sehenswürdigkeiten
Seit März 2004 steht in der Semder Flur eine Sitzbank. Sie ist 31,33 m lang; die Sitzfläche und die Lehne sind aus je einem Stück Douglasie gefertigt. Besonders den Einheimischen gilt dieses originelle Stück als „längste Bank der Welt“.

### Natur und Schutzgebiete

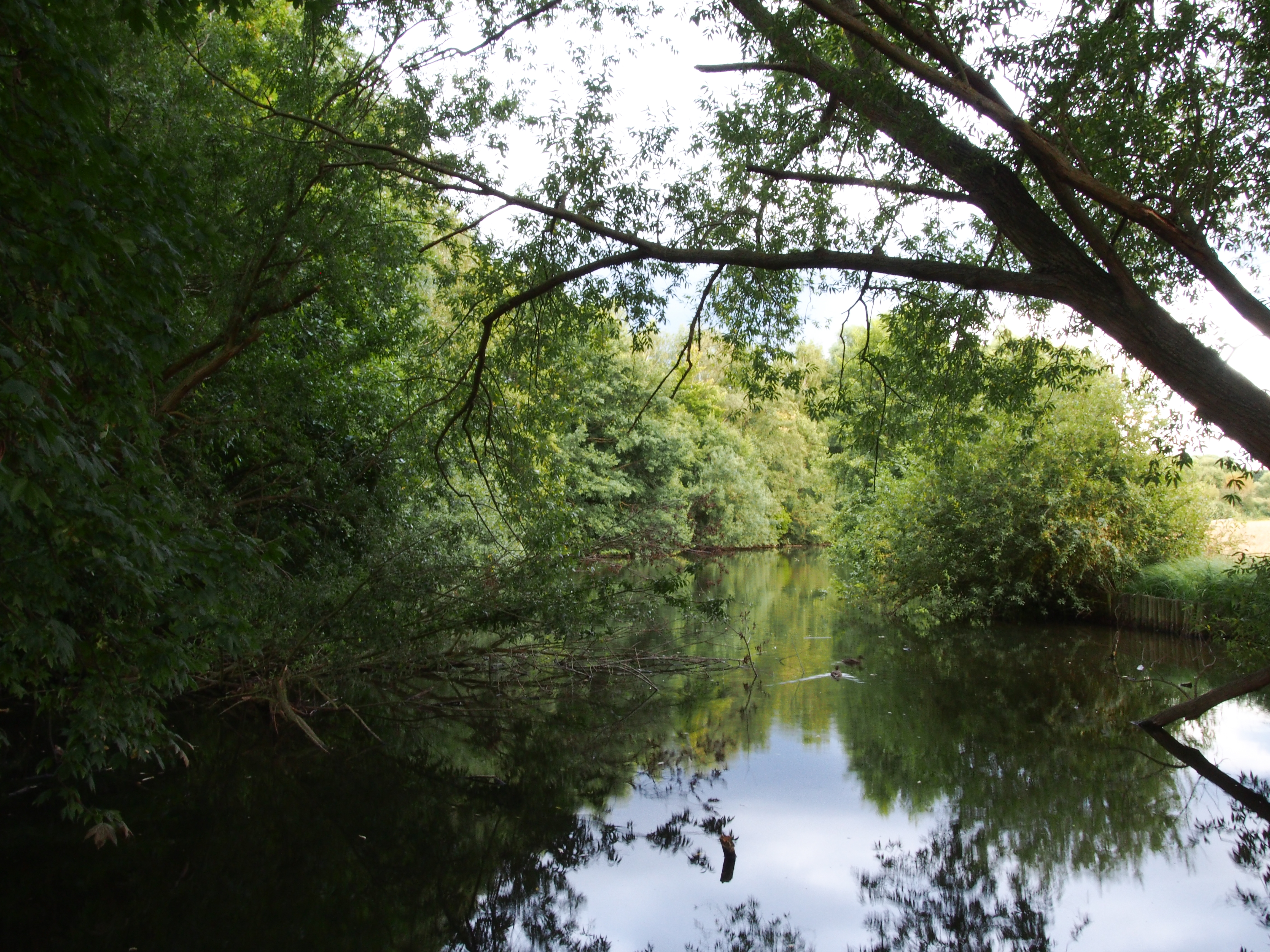
Naturschutzgebiet „Taubensemd“ (2012)

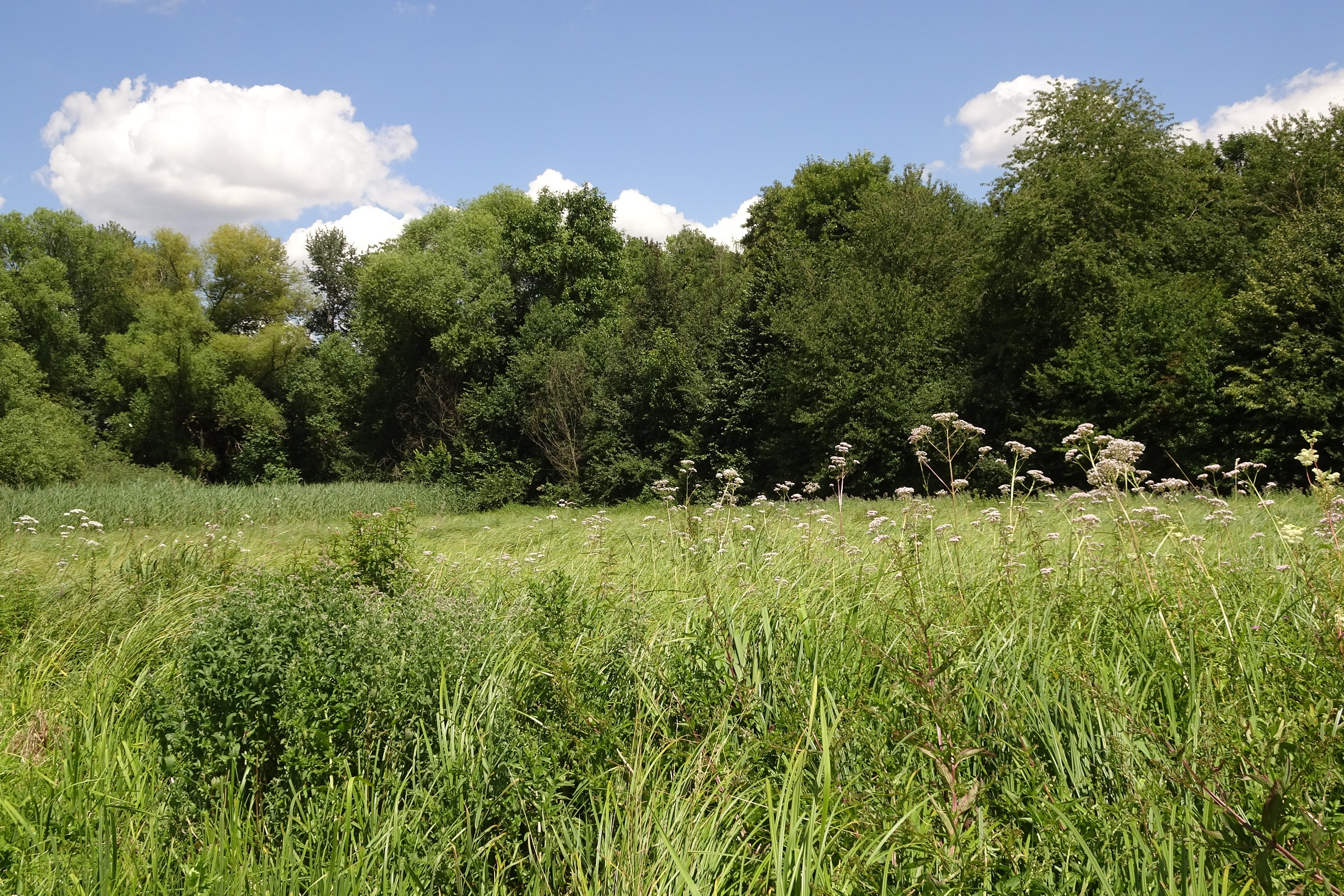
Feuchtwiesen, Schilf- und Gehölzbestände im Naturschutzgebiet Taubensemd (2020)

Das Naturschutzgebiet Taubensemd von Habitzheim, Semd und Groß-Umstadt liegt zu einem Teil in der Gemarkung von Semd. Das artenreiche Schutzgebiet umfasst Feuchtwiesen, Röhrichte, offene und teils temporäre Wasserflächen und trockene Raine.
In der Gemarkung Semd liegen Teilflächen der Natura-2000-Gebiete „Untere Gersprenz“ (FFH-Gebiet 6019-303) und „Untere Gersprenzaue“ (EU-Vogelschutzgebiet 6119-401).
Das Naturdenkmal Gambseiche auf Semder Gemarkung fiel im Juni 2019 einem Blitzschlag zum Opfer und musste gefällt werden. Ihr liegender Stamm ist weiterhin als Naturdenkmal geschützt.

### Vereine
Fast zwanzig Vereine, eine Sport- und Kulturhalle und ein reges Kulturleben, welches sich in Straßenfesten und vielen anderen kulturellen Ereignissen widerspiegelt, kann der knapp 2000 Einwohner zählende Ort vorweisen.

### Regelmäßige Veranstaltungen
- In Semd finden viele Feste statt, von sehr kleinen Festen wie der Glühweinkerb am Freitag vor Totensonntag bis hin zur Semder „Mallorca Beach Party“, die seit Jahren einen festen Termin im Kulturkalender der Region darstellt.
- Letztes Wochenende im August: Opel-Treffen[23]
- September: Kerb[24]

## Infrastruktur

### Öffentliche Einrichtungen
An öffentlichen Einrichtungen sind Freiwillige Feuerwehr, Turnverein, Schützenhaus, Bücherei, Kindergärten, Grundschule, Kirche (für die Professor Otto Linnemann aus Frankfurt um 1919 Glasfenster schuf) und Gemeindehaus zu erwähnen.

### Verkehr
Die Bundesstraßenauffahrt der B26 Richtung Darmstadt und Frankfurt am Main ist nur zwei Kilometer entfernt. Groß-Umstadt und Dieburg als kleinstädtische Dreh- und Angelpunkte der Region liegen nur 5 Autominuten entfernt. Zum Frankfurter Flughafen gelangt man in 40 Minuten (25 Minuten außerhalb der Hauptverkehrszeiten). Eine Schnellbusanbindung sowie Bahnhöfe in Dieburg (6 km) und Groß-Umstadt (4 km) komplettieren die Verkehrsanbindung.

## Persönlichkeiten
Söhne und Töchter des Ortes
- Georg Müller (1889–1959), Landtagsabgeordneter